# سوشیتسا (استان بلاگووگراد)
سوشیتسا (به بلغاری: Sushitsa) یک منطقهٔ مسکونی در بلغارستان است که در استان بلاگووگراد واقع شده‌است.